# Caecidotea vandeli
Caecidotea vandeli är en kräftdjursart som först beskrevs av Bresson 1955.  Caecidotea vandeli ingår i släktet Caecidotea och familjen sötvattensgråsuggor. Inga underarter finns listade i Catalogue of Life.